# Fußball-Bundesliga 2008/09 (Frauen)
Die Saison 2008/09 ist die 19. Spielzeit der Frauen-Bundesliga. Die Saison begann am 6. September 2008 mit der vorgezogenen Partie zwischen dem SC 07 Bad Neuenahr und dem Titelverteidiger 1. FFC Frankfurt. Der letzte Spieltag fand am 7. Juni 2009 statt, da mit dem FCR 2001 Duisburg eine deutsche Mannschaft das Finale des UEFA Women’s Cup erreicht hatte.
Der 1. FFC Turbine Potsdam sicherte sich zum dritten Mal den gesamtdeutschen Meistertitel. Inklusive der sechs in der DDR errungenen Meisterschaften zogen die Turbinen damit mit dem bisherigen Rekordmeister SSG 09 Bergisch Gladbach gleich. Neben Potsdam konnten sich Bayern München und der FCR 2001 Duisburg für die UEFA Women’s Champions League qualifizieren.

## Die Saison

### Das „Herzschlagfinale“

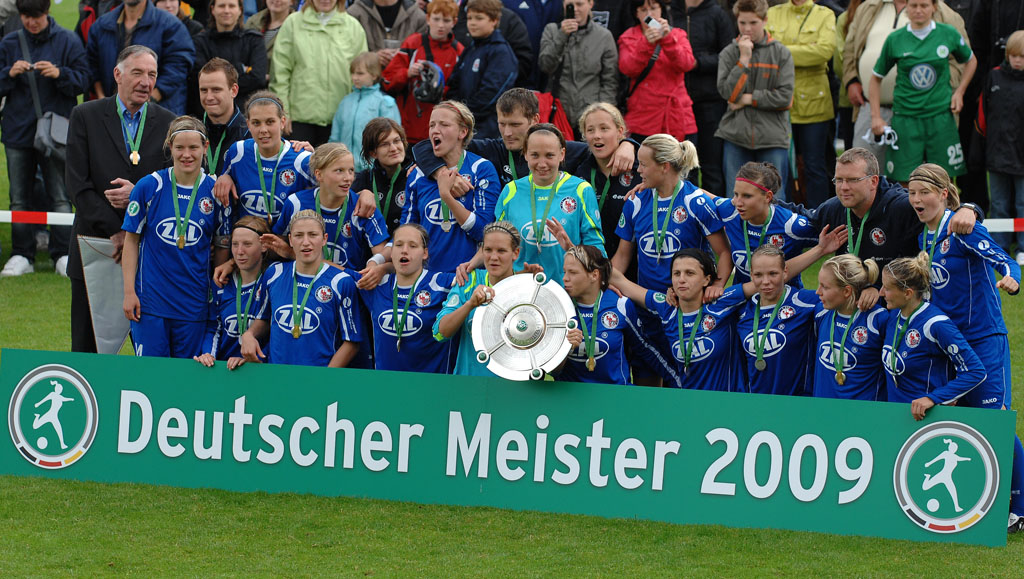
Die Meistermannschaft

Die Bundesliga erlebte in der Saison 2008/09 das spannendste Saisonfinale ihrer Geschichte. Nach dem vorletzten Spieltag konnten noch drei Mannschaften die Meisterschaft für sich entscheiden. In Führung lag der FC Bayern München punktgleich mit dem 1. FFC Turbine Potsdam. Die Brandenburgerinnen wiesen ein um drei Tore schlechteres Torverhältnis auf. Vier Punkte hinter dem Spitzenduo lag der FCR 2001 Duisburg. München und Duisburg mussten noch im direkten Duell gegeneinander antreten. Vor dem Nachholspiel trafen noch Potsdam und Duisburg im Pokalfinale aufeinander, welches die Duisburgerinnen mit 7:0 gewannen. Am 3. Juni 2009 fand das Nachholspiel zwischen München und Duisburg statt. Vor 3.112 Zuschauern kamen die Gäste durch Tore von Inka Grings (2), Simone Laudehr und Vanessa Martini zu einem 4:0-Sieg, der die Potsdamerinnen auf den ersten Platz brachte. Duisburg rückte bis auf einen Punkt an Potsdam und München heran.
Am letzten Spieltag empfing Tabellenführer Potsdam den VfL Wolfsburg, Bayern München musste zum TSV Crailsheim und Duisburg traf zu Hause auf den SC Freiburg. Sollten Potsdam und München gewinnen, mussten die Bayern um ein Tor höher als Potsdam gewinnen, um die Meisterschaft zu gewinnen. In diesem Fall hätten zwar beide Mannschaften die gleiche Tordifferenz, jedoch hätten die Bayern mehr Tore geschossen. Duisburg musste auf Ausrutscher der Konkurrenz hoffen. Für alle drei Gegner der Meisterschaftskandidaten ging es am letzten Spieltag um nichts mehr. Wolfsburg und Freiburg hatten den Klassenerhalt bereits gesichert während Crailsheim bereits als Absteiger feststand. In einer Umfrage des DFB tippten elf der zwölf Bundesligatrainer auf München, lediglich Crailsheims Trainer Hubert Müller setzte auf Potsdam.
Alle drei Meisterschaftsanwärter gingen nervös in ihren Partien am letzten Spieltag. Kurz vor dem Halbzeitpfiff erhielt Potsdam einen Foulelfmeter, den Jennifer Zietz verwandeln konnte. Zu Beginn der zweiten Halbzeit gingen die Bayern durch Treffer von Bianca Rech (48. Minute) und Nina Aigner (51.) mit 2:0 in Führung. Damit lagen die Münchenerinnen vorne. Gleichzeitig erhöhte Tabea Kemme für Potsdam auf 2:0, wodurch die „Turbinen“ wieder Erster waren. Anja Mittag erzielte in der 61. Minute noch das 3:0 für Potsdam. In der 75. Minute erzielte Nicole Banecki wiederum das 3:0 für München. Weitere Tore sollten für die Bayern nicht fallen; vielmehr scheiterte die Mannschaft an der überragenden Crailsheimer Torhüterin Kim Kaller.
Als im Potsdam abgepfiffen wurde, waren in Crailsheim noch fünf Minuten zu spielen. Als das Endergebnis aus Crailsheim durchgegeben wurde, brach im Karl-Liebknecht-Stadion Jubel aus. Duisburgs 5:0-Sieg gegen Freiburg hatte nur noch statistischen Wert.

## Abschlusstabelle
| Pl. | Verein                 | Sp. | S  | U | N  | Tore    | Diff. | Punkte |
| --- | ---------------------- | --- | -- | - | -- | ------- | ----- | ------ |
| 1.  | 1. FFC Turbine Potsdam | 22  | 17 | 3 | 2  | 067:190 | +48   | 54     |
| 2.  | FC Bayern München      | 22  | 17 | 3 | 2  | 069:220 | +47   | 54     |
| 3.  | FCR 2001 Duisburg      | 22  | 17 | 2 | 3  | 086:200 | +66   | 53     |
| 4.  | 1. FFC Frankfurt (M/P) | 22  | 14 | 3 | 5  | 058:250 | +33   | 45     |
| 5.  | SG Essen-Schönebeck    | 22  | 9  | 3 | 10 | 046:390 | +7    | 30     |
| 6.  | Hamburger SV           | 22  | 9  | 2 | 11 | 053:490 | +4    | 29     |
| 7.  | SC Freiburg            | 22  | 9  | 2 | 11 | 036:530 | −17   | 29     |
| 8.  | VfL Wolfsburg          | 22  | 8  | 3 | 11 | 053:480 | +5    | 27     |
| 9.  | FF USV Jena (N)        | 22  | 7  | 2 | 13 | 032:560 | −24   | 23     |
| 10. | SC 07 Bad Neuenahr     | 22  | 5  | 3 | 14 | 026:740 | −48   | 18     |
| 11. | Herforder SV (N)       | 22  | 4  | 2 | 16 | 023:790 | −56   | 14     |
| 12. | TSV Crailsheim         | 22  | 1  | 2 | 19 | 014:790 | −65   | 05     |

| (M) | Titelverteidiger                         |
| (P) | Pokalsieger 2007/08                      |
| (N) | Aufsteiger aus der 2. Bundesliga 2007/08 |

## Kreuztabelle
Die Kreuztabelle stellt die Ergebnisse aller Spiele dieser Saison dar. Die Heimmannschaft ist in der linken Spalte aufgelistet und die Gastmannschaft in der obersten Reihe.
| 2008/09                | 1. FFC Turbine Potsdam | Bayern München | FCR 2001 Duisburg | 1. FFC Frankfurt | SG Essen-Schönebeck | Hamburger SV | SC Freiburg | VfL Wolfsburg | FF USV Jena | SC 07 Bad Neuenahr | Herforder SV | TSV Crailsheim |
| 1. FFC Turbine Potsdam | –                      | 0:3            | 2:2               | 2:2              | 4:0                 | 3:1          | 7:1         | 3:0           | 3:2         | 3:0                | 3:0          | 4:0            |
| FC Bayern München      | 2:1                    | –              | 0:4               | 1:0              | 2:0                 | 2:1          | 5:5         | 3:3           | 3:0         | 8:1                | 7:0          | 4:1            |
| FCR 2001 Duisburg      | 0:3                    | 1:2            | –                 | 5:0              | 2:3                 | 5:2          | 5:0         | 4:0           | 3:0         | 6:1                | 3:1          | 8:0            |
| 1. FFC Frankfurt       | 1:2                    | 1:0            | 1:2               | –                | 2:2                 | 5:0          | 4:1         | 4:2           | 4:1         | 1:0                | 8:0          | 2:0            |
| SG Essen-Schönebeck    | 1:5                    | 2:2            | 0:3               | 1:3              | –                   | 4:0          | 1:2         | 3:1           | 0:3         | 8:1                | 4:0          | 4:0            |
| Hamburger SV           | 1:3                    | 0:3            | 3:4               | 0:2              | 0:1                 | –            | 0:1         | 3:2           | 2:1         | 9:2                | 5:1          | 1:1            |
| SC Freiburg            | 0:1                    | 1:5            | 0:3               | 2:1              | 3:2                 | 2:2          | –           | 2:1           | 4:1         | 0:2                | 3:1          | 1:3            |
| VfL Wolfsburg          | 1:5                    | 1:5            | 2:2               | 2:3              | 1:0                 | 2:4          | 2:3         | –             | 6:0         | 0:0                | 3:0          | 6:1            |
| FF USV Jena            | 0:5                    | 0:2            | 0:7               | 1:1              | 3:1                 | 2:3          | 2:1         | 1:4           | –           | 5:0                | 2:2          | 1:0            |
| SC 07 Bad Neuenahr     | 2:2                    | 0:2            | 0:4               | 0:5              | 1:1                 | 1:5          | 3:0         | 0:5           | 2:1         | –                  | 0:4          | 5:1            |
| Herforder SV           | 0:4                    | 0:5            | 0:6               | 0:3              | 0:4                 | 1:4          | 2:1         | 1:6           | 3:4         | 3:2                | –            | 2:0            |
| TSV Crailsheim         | 0:2                    | 0:3            | 0:7               | 1:5              | 1:4                 | 1:7          | 0:3         | 1:3           | 0:2         | 1:3                | 2:2          | –              |

## Statistiken
Mit 562 Toren fielen 57 mehr als im Vorjahr. Der Schnitt stieg von 3,83 auf 4,26. Inka Grings vom FCR 2001 Duisburg sicherte sich mit 29 Toren wie im Vorjahr die Torjägerkanone als beste Torschützin. Es war bereits ihr fünfter Titel, wodurch sie mit der bisherigen Rekordtorschützenkönigin Heidi Mohr gleichzog.

### Torschützenliste

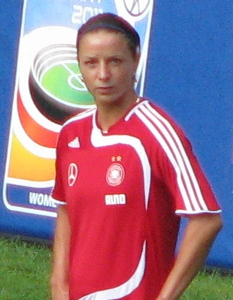
Torschützenkönigin Inka Grings

|      | Spielerin          | Verein                 | Tore |
| ---- | ------------------ | ---------------------- | ---- |
| 01.  | Inka Grings        | FCR 2001 Duisburg      | 29   |
| 02.  | Anja Mittag        | 1. FFC Turbine Potsdam | 21   |
| 02.  | Martina Müller     | VfL Wolfsburg          | 21   |
| 04.  | Nina Aigner        | FC Bayern München      | 17   |
| 05.  | Kerstin Garefrekes | 1. FFC Frankfurt       | 14   |
| 06.  | Shelley Thompson   | VfL Wolfsburg          | 13   |
| 07.  | Melanie Hoffmann   | SG Essen-Schönebeck    | 12   |
| 07.  | Kim Kulig          | Hamburger SV           | 12   |
| 07.  | Tanja Vreden       | Hamburger SV           | 12   |
| 010. | Susanne Hartel     | SC Freiburg            | 11   |

### Zuschauer
| Platz | Verein                 | 2008/09 | 2008/09 | 2008/09 | 2008/09 | 2008/09 | 2007/08    | 2007/08    |
| Platz | Verein                 | Spiele  | Schnitt | Max     | Min     | Summe   | Schnitt    | ±          |
| ----- | ---------------------- | ------- | ------- | ------- | ------- | ------- | ---------- | ---------- |
| 1.    | 1. FFC Frankfurt       | 11      | 1.638   | 2.830   | 920     | 18.018  | 2.045      | −407       |
| 2.    | FCR 2001 Duisburg      | 11      | 1.219   | 2.011   | 800     | 13.409  | 1.357      | −138       |
| 3.    | Herforder SV           | 11      | 1.119   | 2.748   | 662     | 12.309  | Aufsteiger | Aufsteiger |
| 4.    | 1. FFC Turbine Potsdam | 11      | 1.102   | 2.516   | 655     | 12.122  | 961        | +141       |
| 5.    | SG Essen-Schönebeck    | 11      | 829     | 1.342   | 391     | 9.119   | 1.186      | −357       |
| 6.    | SC Freiburg            | 11      | 733     | 1.258   | 348     | 8.063   | 521        | +212       |
| 7.    | Bayern München         | 11      | 676     | 3.112   | 180     | 7.436   | 650        | +26        |
| 8.    | FF USV Jena            | 11      | 653     | 1.650   | 300     | 7.183   | Aufsteiger | Aufsteiger |
| 9.    | TSV Crailsheim         | 11      | 515     | 1.650   | 205     | 5.665   | 638        | −123       |
| 10.   | SC 07 Bad Neuenahr     | 11      | 490     | 750     | 180     | 5.390   | 566        | −76        |
| 11.   | VfL Wolfsburg          | 11      | 432     | 740     | 212     | 4.752   | 557        | −145       |
| 12.   | Hamburger SV           | 11      | 380     | 750     | 230     | 4.180   | 558        | −178       |

In der Saison 2008/09 gingen die Zuschauerzahlen trotz des spannenden Saisonfinals leicht zurück. Insgesamt 107.707 Zuschauer sahen die 132 Partien. Der Schnitt sank von 885 auf 815, was einem Rückgang von acht Prozent entspricht. Die höchste Zuschauerzahl erreichte die Partie zwischen Bayern München und dem FCR 2001 Duisburg (3.112), während nur 180 Zuschauer die Partien SC 07 Bad Neuenahr gegen VfL Wolfsburg bzw. Bayern München gegen TSV Crailsheim sehen wollten.
Wie im Vorjahr konnten vier Vereine mehr als 10.000 Zuschauer zu ihren Heimspielen begrüßen. Bei 36 Spielen kamen mehr als 1.000 Zuschauer, sieben hatten mehr als 2.000 und zwei mehr als 3.000 Zuschauer. Der SC Freiburg konnte mit über 40 Prozent den höchsten Publikumszuwachs verzeichnen. Dagegen musste der Hamburger SV mit 32 Prozent den größten Verlust hinnehmen.

### Die Meistermannschaft
Die erste Zahl in Klammern nennt die Anzahl der Einsätze, die zweite die der Tore.
| 1. FFC Turbine Potsdam          | |
| Logo des 1. FFC Turbine Potsdam | Tor: Anna Felicitas Sarholz (0/0), Desirée Schumann (22/0), Gaëlle Thalmann (0/0) Abwehr: Monique Braun (8/0), Laura Brosius (0/0), Stefanie Draws (12/0), Monique Kerschowski (13/0), Babett Peter (21/5), Carolin Schumski (2/0) Mittelfeld: Marie-Louise Bagehorn (18/1), Christin Carl (0/0), Franziska Hagemann (0/0), Leni Larsen Kaurin (21/2), Viola Odebrecht (21/4), Essi Sainio (14/1), Carolin Schiewe (15/3), Jennifer Zietz (20/9) Sturm: Tabea Kemme (17/6), Isabel Kerschowski (21/6), Anja Mittag (22/21), Aferdita Podvorica (6/0), Bianca Schmidt (22/1), Jessica Wich (17/4) Trainer: Bernd Schröder |

### Die Elf der Saison
Die Trainerinnen und Trainer der zwölf Bundesligavereine wählten im Auftrag des DFB die „Elf der Saison“. Der FCR 2001 Duisburg stellt mit fünf Spielerinnen den Großteil der Mannschaft. Folgende zwölf Spielerinnen wurden in die „Elf der Saison“ berufen (Auf der Position der Torhüterin erhielten zwei Spielerinnen die gleiche Punktzahl):
- Tor: Nadine Angerer (1. FFC Frankfurt) und Marisa Brunner (SC Freiburg)
- Abwehr: Linda Bresonik, Sonja Fuss, Annike Krahn (alle FCR 2001 Duisburg), Katharina Baunach (Bayern München)
- Mittelfeld: Fatmire Bajramaj (Duisburg), Melanie Behringer (München), Kerstin Garefrekes (Frankfurt), Kim Kulig (Hamburger SV)
- Sturm: Inka Grings (Duisburg), Anja Mittag (1. FFC Turbine Potsdam)

Zur Spielerin der Saison wurde die Torschützenkönigin Inka Grings vom FCR 2001 Duisburg gewählt, die insgesamt sieben Stimmen erhielt. Platz zwei belegte ihre Mannschaftskameradin Linda Bresonik mit drei Stimmen. Aufsteigerin der Saison wurde Kim Kulig vom Hamburger SV. Überraschungsmannschaft des Jahres wurde Vizemeister Bayern München.

## Spielstätten
| Verein                 | Stadion                  | Kapazität |                     | Verein                     | Stadion | Kapazität |
| Herforder SV           | Ludwig-Jahn-Stadion      | 18.400    | SC 07 Bad Neuenahr  | Apollinarisstadion         | 4.500   |           |
| SC Freiburg            | Möslestadion             | 18.000    | SG Essen-Schönebeck | Sportpark Am Hallo         | 4.000   |           |
| VfL Wolfsburg          | VfL-Stadion am Elsterweg | 17.600    | Bayern München      | Sportpark Aschheim         | 3.000   |           |
| 1. FFC Turbine Potsdam | Karl-Liebknecht-Stadion  | 9.254     | FCR 2001 Duisburg   | PCC-Stadion                | 3.000   |           |
| 1. FFC Frankfurt       | Stadion am Brentanobad   | 5.200     | Hamburger SV        | Wolfgang-Meyer-Sportanlage | 2.400   |           |
| TSV Crailsheim         | Schönebürgstadion        | 5.000     | FF USV Jena         | Sportzentrum Oberaue       | 2.000 1 |           |